# 메솔치나 계곡

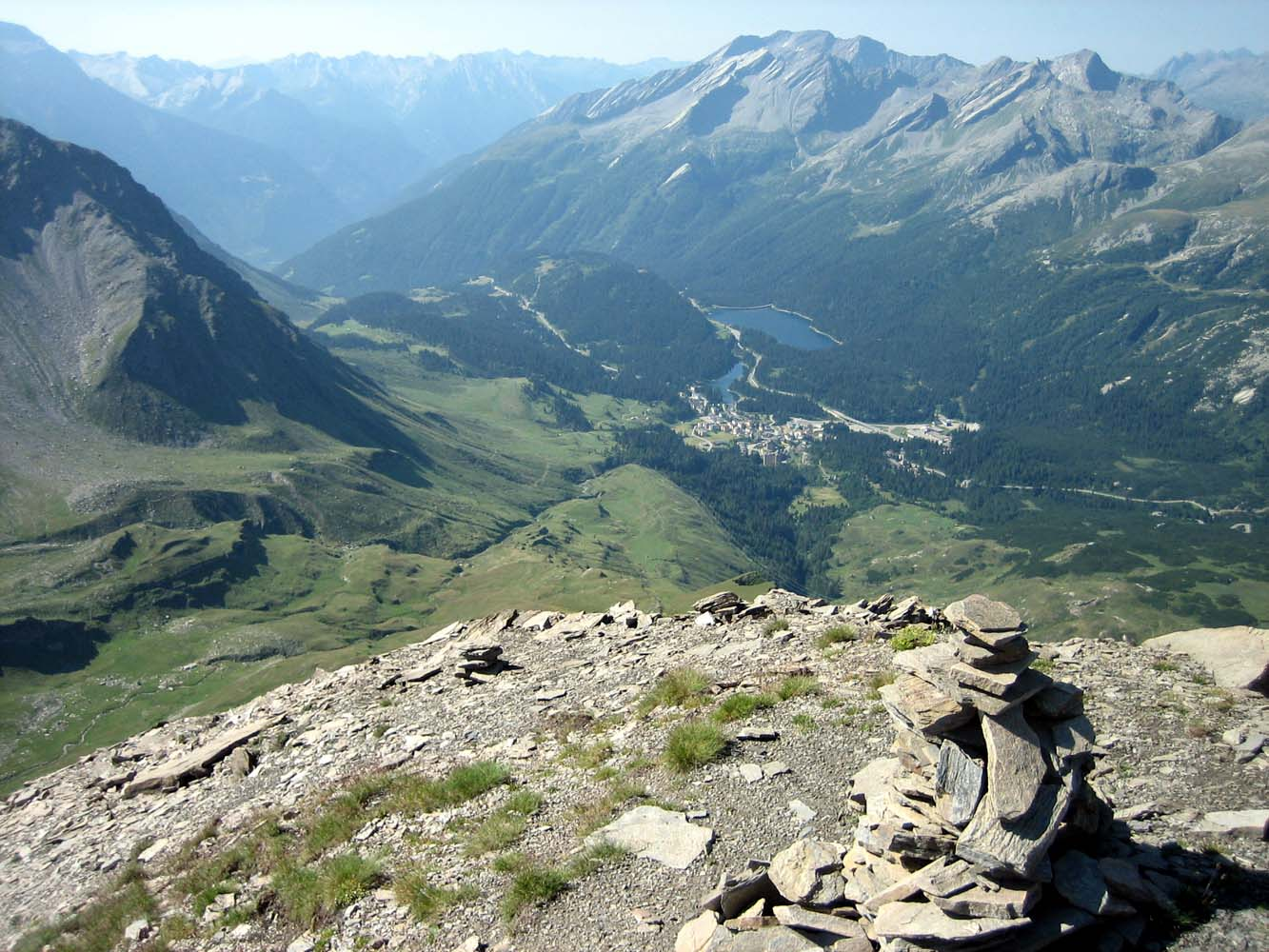
피조 우첼로에서 남쪽의 발메솔치나로 본 풍경

메솔치나 계곡(이탈리아어: Valle Mesolcina, 독일어: Misox)은 스위스 그리종주의 고산 계곡이다. 발 메솔치나(Val Mesolcina) 또는 발레 메솔치나(Valle Mesolcina) 등으로도 발음한다. 산베르나르디노 고개에서 그로노까지 뻗어 칼란카 계곡과 합류한다. 모에사강이 만들어낸 계곡이다.
브레가글리아 계곡(Val Bregaglia) 또는 포스키아보 계곡(Val Poschiavo)과 마찬가지로 발레 메솔치나는 알프스의 주요 능선 남쪽에 있는 계곡이다. 정치적으로 발레 메솔치나는 그리종주에 속하지만, 사람들은 주로 이탈리아어를 사용하며, 문화적으로는 티치노를 지향한다.
계곡에는 다음을 포함하는 모에사구의 메소코와 로베레도가 포함된다.
- 메소코
- 소아자
- 로스탈로
- 베르다비오
- 카마
- 레기아
- 그로노
- 로베레도
- 산비토레